# Sigge Bergström
Sigge Olof Bergström, född 20 augusti 1880 i Filipstad, död 11 januari 1975 i Bromma, kyrkobokförd i Oscars församling, Stockholm, var en svensk konstnär. Gift (1) med Elsa Eklind, (2) Brita Ericsson
Sigge Bergström var son till ingenjör Carl Johan Bergström. Han studerade i Göteborg, Paris, och Italien, och har utfört porträtt och landskap i olja samt originalträsnitt i effektfull och monumental stil. Som intendent för Sveriges allmänna konstförening från 1914 utövade han en framgångsrik verksamhet för spridandet och bekantgörande av nyare och äldre svensk konst. Bergström är representerad vid bland annat Nationalmuseum, Moderna museet och Värmlands museum
Bergström var riddare av kungl. Nordstjärneorden, Kungl. Vasaorden, Dannebrogorden och Finlands Vita Ros' orden.